# Stafford Hunter
Stafford Hunter (* 1969 in Atlantic City, New Jersey) ist ein US-amerikanischer Musiker (Posaune, auch Gesang) des Modern Jazz.

## Leben und Wirken
Hunter wuchs in Philadelphia auf und studierte an der New Yorker New School im Jazz & Contemporary Music Programm. Ab den 1990er-Jahren arbeitete er in der New Yorker Jazzszene in den Bands und Orchestern von Illinois Jacquet, McCoy Tyner, Lester Bowie & Brass Fantasy, Abdullah Ibrahim, Charli Persip, Tony Bennett, Roy Hargrove, Cab Calloway, Joss Stone, Orrin Evans, in der Mingus Big Band, ferner mit Lauryn Hill, Frank Foster, Clark Terry, Reggie Workman, Toshiko Akiyoshi, Lionel Hampton, Dionne Warwick, Lenny Kravitz, Muhal Richard Abrams, Steve Turre & Sanctified Shells und im Duke Ellington Orchestra (Ghost Band). Als Solist ist er auf der für einen Grammy nominierten CD With Love der Charles Tolliver Bigband zu hören.
Hunter legte 2012 unter eigenem Namen das Album Honestly Speaking  vor. Dann leitete er das Quintett Continuum, mit dem 2017 ein gleichnamiges, selbstproduziertes Album (mit Saxophonist Todd Bashore, Victor Gould, Luques Curtis und Vince Ector) erschien. 2019/2020 gehörten der Gruppe (zuletzt als Sextett) Taeko Fukao (Gesang), Todd Bashore bzw. Josh Evans (Trompete), Davis Whitfield (Piano), Ryan Berg (Bass) und Darrell Green (Schlagzeug) an.
Im Bereich des Jazz war er laut Tom Lord zwischen 1995 und 2017 an 20 Aufnahmesessions beteiligt. Unter eigenem Namen war er auch als Model und Schauspieler tätig; u. a. trat er in einem Dokumentarfilm über Dorothy Donegan auf.

## Diskographische Hinweise
- Oliver Lake Big Band: Wheels  (2013)
- Orrin Evans’ Captain Black Big Band: Mother’s Touch (2014)
- Orrin Evans and The Captain Black Big Band: Presence (2018)